# 在日エジプト人
在日エジプト人（ざいにちエジプトじん、アラビア語: مصريون في اليابان）は、日本に一定期間在住するエジプト国籍の人々である。
エジプト人は2千を超える数で日本で最大のアラブ人コミュニティである。日本で働くエジプト人は実業家の数が多く、エジプトやアラビア料理で働いているエジプト人の数も多い。

## 統計
日本の法務省の在留外国人統計によると、2023年12月末時点で在日エジプト人は2,273人である。
在留資格別（5位まで）
| 順位 | 在留資格                 | 人数 |
| ---- | ------------------------ | ---- |
| 1    | 家族滞在                 | 723  |
| 2    | 永住者                   | 402  |
| 3    | 留学                     | 364  |
| 4    | 技術・人文知識・国際業務 | 227  |
| 5    | 日本人の配偶者           | 138  |

都道府県別（8位まで）
| 順位 | 都道府県 | 人数  |
| ---- | -------- | ----- |
| 1    | 東京     | 1,314 |
| 2    | 福岡     | 567   |
| 3    | 大阪     | 362   |
| 4    | 神奈川   | 254   |
| 5    | 愛知     | 210   |
| 6    | 埼玉     | 188   |
| 7    | 茨城     | 154   |
| 8    | 京都     | 132   |

## 著名人
- 大砂嵐金崇郎
- フィフィ